# Chevrolet Greenbrier
Chevrolet Greenbrier – samochód dostawczo-osobowy typu van klasy średniej produkowany pod amerykańską marką Chevrolet w latach 1961–1965.

## Historia i opis modelu

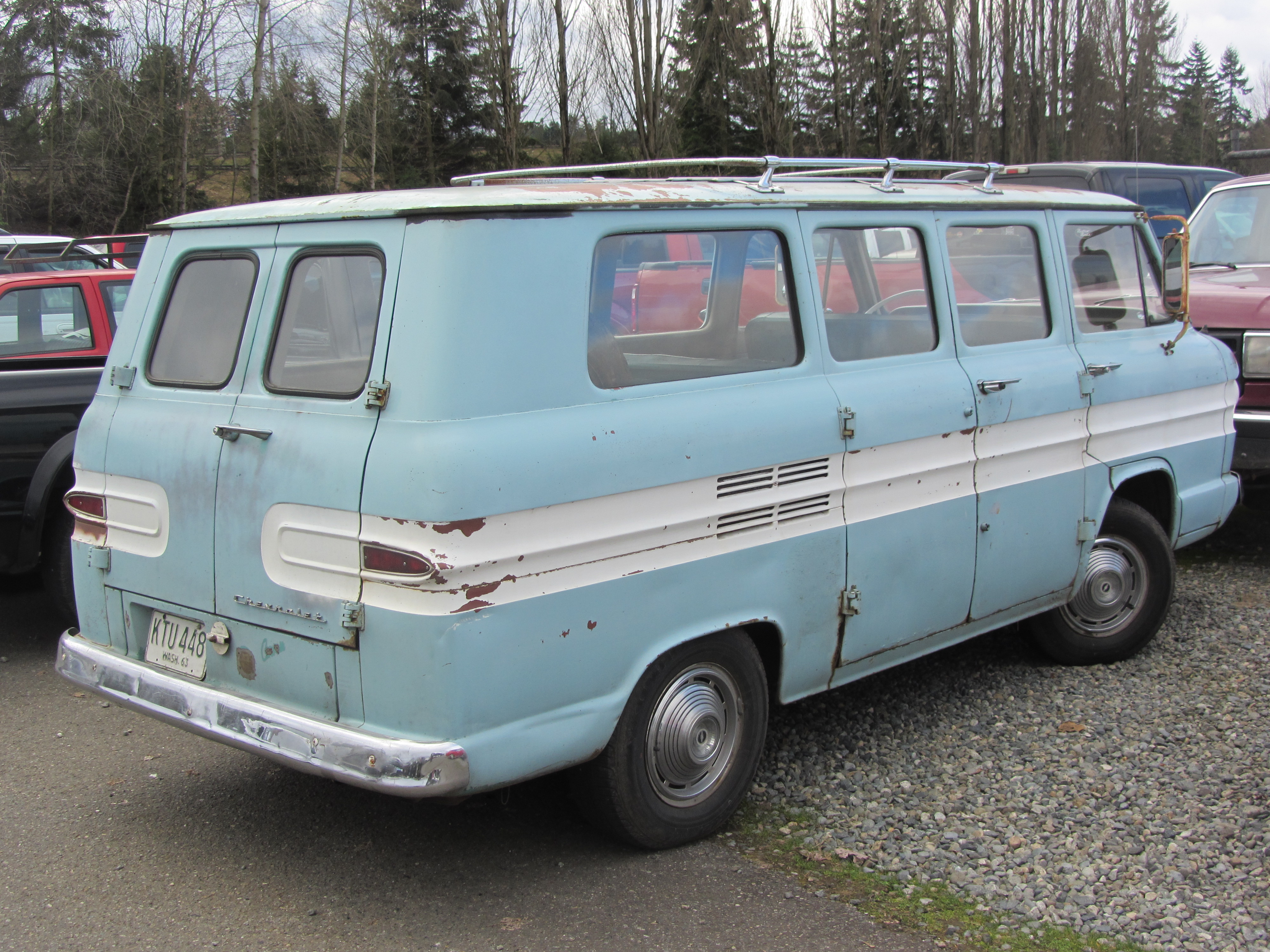
Chevrolet Greenbrier - tył

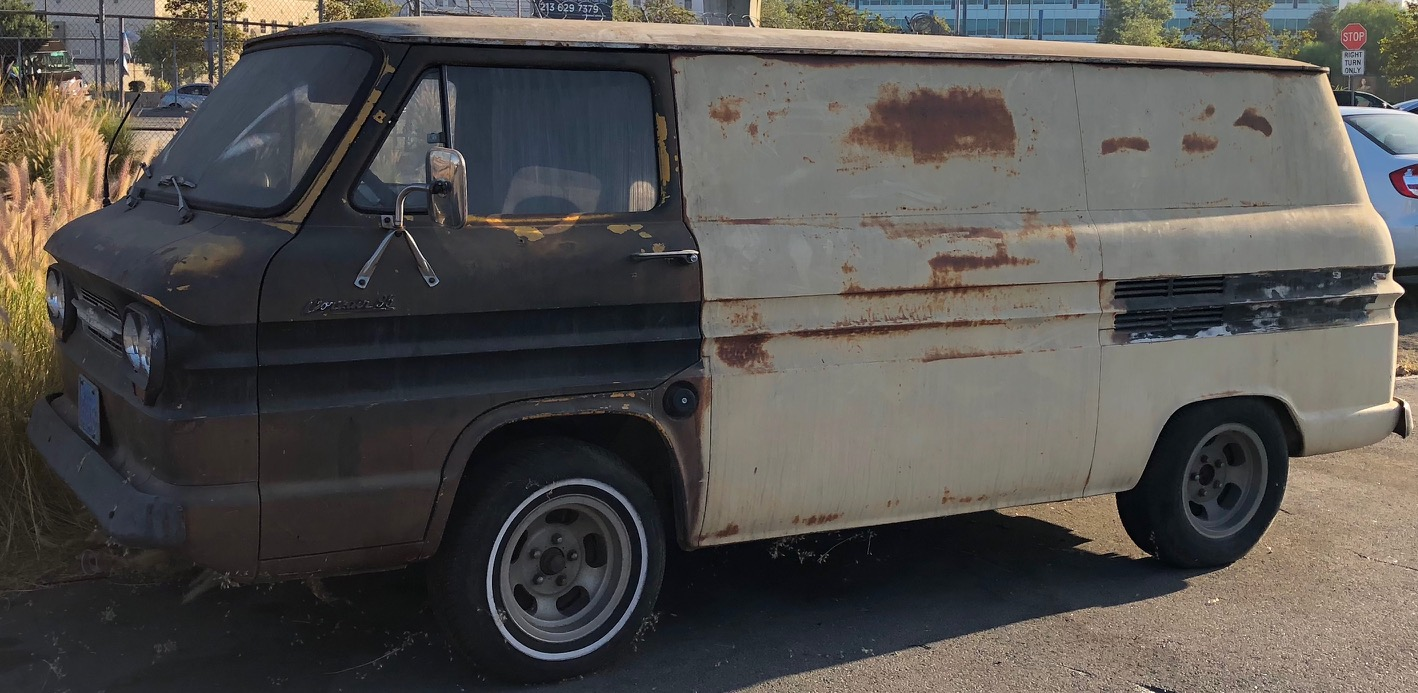
Chevrolet Greenbrier Van

W 1961 roku Chevrolet zaprezentował średniej wielkości samochód dostawczo-osobowy opracowany na bazie kompaktowego Corvaira. Model Greenbrier był odpowiedzią General Motors na podobnej koncepcji, jednobryłowe konstrukcje z silnikiem umieszczonym pod pierwszym rzędem siedzeń Volkswagen T1 czy Ford E-Series.
W zależności od wariantu, Chevrolet Greenbrier oferowany był z różną liczbą par drzwi, a także dostępny był z jednolitym lub dwubarwnym malowaniem nadwozia. Jako pierwszy dostawczo-osobowy van, Greenbrier produkowany był do 1965 roku, po czym zastąpiła go legendarna linia modelowa Chevrolet Van.

### Wersje
- Van
- Rampside
- Corvair Greenbrier

### Silnik
- H6 2.4l Turbo-Air
- H6 2.7l Turbo-Air